# 阔可搠思
阔可搠思（蒙古语转写：Kököčüs），出身巴阿邻部，是13世纪初蒙古帝国的千户长之一。《元朝秘史》等汉文史料中记作阔可搠思、阔客搠思、阔阔搠思。成吉思汗任命他为次子察合台的王傅，阔可搠思率领的千户成为察合台汗国的雏形。
在成吉思汗与札木合决裂、处于劣势时，阔可搠思与蔑年·巴阿邻部首领豁儿赤、兀孙一同归附成吉思汗势力，此后他常与兀孙协同行动。1206年蒙古帝国建立时，阔可搠思被成吉思汗任命为帝国核心的95位千户长之一，《元朝秘史》功臣表中位列第30位。但波斯史料《史集》未记载其名。
在论功行赏时，成吉思汗称赞阔可搠思与兀孙、格尼格思部的忽难、别速惕部的迭该等人“所见所闻皆无隐瞒”，并强调“诸子遇事需与忽难、阔可搠思商议”。忽难、阔可搠思、迭该三人后分别担任术赤、察合台、窝阔台家族的王傅。
成吉思汗分封诸子（术赤、察合台、窝阔台）及诸弟（合撒儿、合赤温、铁木哥斡赤斤）时，阔可搠思与巴鲁剌思部的合剌察儿、札剌亦儿部的木格（蒙客）、出身不明的亦都合歹等人一同被任命为察合台的王傅，他们率领的千户成为察合台汗国的雏形。